# Clara Gansard
Pour les articles homonymes, voir Gancarski.
Clara Gansard  est une actrice française, née Clara Gançarski le 28 novembre 1930 à Alger (Algérie), et morte le 18 février 2013 dans le 19e arrondissement de Paris. Elle était l'épouse du cinéaste Louis Daquin. De 1970 à 1995, elle a été maître de conférences en Informatique à l'Université Paris-VI.

## Filmographie
- 1956 : Jusqu'au dernier de Pierre Billon
- 1957 : Donnez moi ma chance / Pièges à filles de Léonide Moguy - Odette
- 1957 : Retour de manivelle de Denys de La Patellière - Une secrétaire de la société
- 1958 : Les Cousins de Claude Chabrol
- 1958 : Maxime d'Henri Verneuil
- 1958 : Le vent se lève d'Yves Ciampi
- 1958 : Paris mange son pain de Pierre Prévert - court métrage -
- 1959 : Nathalie, agent secret d'Henri Decoin
- 1960 : La Rabouilleuse (ou Les Arrivistes) de Louis Daquin - Mariette Bridoux
- 1961 : Le cave se rebiffe de Gilles Grangier - Georgette, la bonne
- 1962 : Le Meurtrier de Claude Autant-Lara - La bonne
- 1963 : Le Jour et l'Heure de René Clément - La maquisarde
- 1963 : La Foire aux cancres de Louis Daquin
- 1963 : Quinze mille voisins de Pierre Lary - court métrage -
- 1965 : Journal d'une femme en blanc de Claude Autant-Lara
- 1965 : Paris brûle-t-il ? de René Clément
- 1965 : L'Éveil d'Alain Cuniot - court métrage -
- 1967 : Et l'Angleterre sera détruite (Die gefrorenen Blitze) de János Veiczi - Micheline

## Théâtre
- 1959 : La Tête des autres de Marcel Aymé, mise en scène André Barsacq,   Théâtre de l'Atelier